# Dietrich Klemm
Dietrich Dankwart Klemm (* 29. Januar 1933; † 2. Oktober 2020) war ein deutscher Geochemiker, Mineraloge und Archäometriker.

## Leben und Leistungen
Dietrich Klemm studierte an der Universität Frankfurt und der Ruprecht-Karls-Universität Heidelberg Mineralogie und Geologie. Die Promotion erfolgte 1959 mit einer Arbeit zum Thema Die Eisenerzlagerstätten von Divrik (Anatolien) und ihre Entstehung in Heidelberg. An der Ludwig-Maximilians-Universität München folgte 1964 mit der Arbeit Synthesen und Analysen in den Dreiecksdiagrammen FeAsS-CoAsS-NiAsS und FeS_1tn2-CoS_1tn2-NiS_1tn2 die Habilitation. 1979 wurde Klemm auf die Professur für Geochemie und Lagerstättenkunde an der Ludwig-Maximilians-Universität München berufen, wo er bis zu seiner Emeritierung 1998 lehrte.
Klemm forschte zunächst zu geologisch-lagerstättischen Themenbereichen in Italien, Nigeria, Südafrika, Simbabwe und Ägypten. Seit 1977 wandte er sich in Verbindung mit seiner Frau, der Ägyptologin Rosemarie Klemm, vermehrt archäometrischen Studien zur Herkunftsbestimmung von Steinmaterial in Altägypten zu, seit 1989 wurden zusätzlich auch Goldlagerstätten in Ägypten und dem Sudan untersucht. 1980 eröffnete Klemm in München ein Labor und widmete sich Studien zur Gesteinskonservierung und Denkmalsteinen in München.
Das Ehepaar hat drei Töchter, darunter Judith Milberg.

## Schriften
- mit H.-J. Schneider: Time- and strata-bound ore deposits. Springer, Berlin u. a. 1977 ISBN 3-540-08502-5 und ISBN 0-387-08502-5.
- mit Rosemarie Klemm: Die Steine der Pharaonen. Herkunftsbestimmung altägyptischen Steinmaterials. Ein interdisziplinäres Forschungsprojekt, Staatliche Sammlung Ägyptischer Kunst München, München 1981.
- mit Rosemarie Klemm: Steine und Steinbrüche im Alten Ägypten. Springer, Berlin u. a. 1993 ISBN 3-540-54685-5.
- mit Rosemarie Klemm: The Stones of the Pyramids. Provenance of the Building Stones of the Old Kingdom Pyramids of Egypt. de Gruyter, Berlin 2010 ISBN 978-3-11-022123-7.